# Bertil Albertsson
Ebbe Gustaf Bertil Albertsson, född 1 september 1921 i Skuttunge församling, Uppsala län, död 3 mars 2008 i Upplands Väsby, Hammarby församling, Stockholms län, var en svensk friidrottare (långdistanslöpning). Han tävlade för bland annat Sundbybergs IK och Upsala IF. Han utsågs 1948 till Stor grabb nummer 123 i friidrott.
För att skilja sig från klubb- och brandkårskamraten, orienteraren Bertil Andersson, använde han förnamnet Ebbe, men tog 1946 efternamnet Albertsson efter sin far, Albert Andersson.

## Främsta meriter
Albertsson hade svenska rekordet på 10 000 meter 1948 till 1952. Han tog bronsmedalj på 10 000 meter vid OS 1948 och deltog även vid OS 1952.

## Idrottskarriär
Bertil Albertsson började i IK Hinden i Bälinge utanför Uppsala som fotbollsspelare, övergick till löpning och tävlade 1938 till 1941 för IF Thor, 1942 för Flottans IF i Karlskrona samt 1943 till 1944 för Sundbybergs IK där han blev en av landets bästa på medeldistans. Hösten 1944 flyttade han tillbaka till Uppsala (där han arbetade som brandman) och blev medlem i Upsala IF. 1946 övergick han till långdistans och nådde samma år eliten då han bland annat blev tvåa på 5 000 meter i Finnkampen. 1947 vann han SM på 5 000 meter. 1948 deltog Albertsson vid OS i London där han kom femma på 5 000 meter och tog bronsmedalj på 10 000 meter. 1948 vann han även SM-guld på 10 000 meter. Han slog den 26 september Gösta Jacobssons svenska rekord på 10 000 m med ett lopp på 30.17,4. Han vann SM på 5 000 m 1949. 1950 vann han åter SM-guld på 10 000 m. Den 14 oktober 1951 förbättrade han sitt svenska rekord på 10 000 meter till 29.46,0. Han fick behålla rekordet till 1952 då Valter Nyström slog det. Albertsson van SM på 5 000 meter åren 1951, 1952, 1953. Vid OS 1952 i Helsingfors deltog Albertsson åter. Han kom denna gång nia på 5 000 meter och tolva på 10 000 meter. Även 1954 tog Albertsson ett sista SM-guld på 10 000 meter.